# Universidad de Oriente
Die Universidad de Oriente (spanisch für Universität des Ostens) ist eine kubanische Universität in Santiago de Cuba.

## Geschichte
Der geschichtliche Hintergrund der Universität geht auf das Jahr 1722 zurück, als in Santiago de Cuba das Priesterkollegium San Basilio el Magno gegründet wurde. Die Stadt gehörte zu den ersten sieben Ortschaften, die zwischen 1514 und 1515 durch den Eroberer Diego Velázquez gegründet wurden.
Ab 1819 gab es die Bewilligung für die Gründung einer Universität in der Ostregion Kubas. Die soziokulturellen und kolonialen Hindernisse sowie die nordamerikanische Einflussnahme vereitelten ein solches Vorhaben jedoch. Nach der Errichtung der Republik im Jahre 1902 erfolgte ein neuer Versuch diesen Vorsatz in die Tat umzusetzen, was dann aber letztendlich erst am 10. Oktober 1947 erfolgte, als sich die Zweite Institution der höheren öffentlichen Bildung des Landes formierte. 1951 legte das Gesetz Nr. 13 vom 23. Dezember 1951 fest, dass die Universität des Ostens ein öffentliches, demokratisches und autonomes Zentrum sei. So wurde die zweitälteste Universität Kubas gegründet.

## Kurse
Die UO stellt sowohl Kurse im ersten als auch für postgraduale Studiengänge in Form von Aus- und Weiterbildung, Spezialisierung bereit und vergibt Abschlüsse als Diplom, Master oder Doktor.
Die Universität besteht aus drei Campus für die akademische Lehre und die wissenschaftliche Arbeit:
- Im Hauptsitz „Antonio Maceo“ konzentrieren sich die Fakultäten für Sozialwissenschaften, Rechtswissenschaften, Wirtschaftswissenschaften, Naturwissenschaften, Mathematik, Informatik und das Fernstudium.
- In der Nebenstelle „Julio Antonio Mella“ befinden sich die technischen Fakultäten, wie Mechanik, Elektrotechnik, Chemie und Bauwesen.
- In der Nebenstelle „Frank País García“ sind die Fakultät für Agrarwissenschaften sowie das Zentrum für Softwareentwicklung untergebracht.

In acht Gemeinden der Provinz Santiago de Cuba unterhält die UO Außenstellen, die sogenannten Centros Universitarios Municipales.

## Forschung
Die Forschung stellt die Grundlage der Universität dar. Besonders erwähnenswert sind hierbei die Zentren für medizinische Biophysik und angewandten Elektromagnetismus, die Zentren der Forschung für industrielle Biotechnologie, Informatik, Energietechnik, Ökonomie und Zuckerindustrie.
Die UO unterhält internationale Kooperationen mit Universitäten aus Kanada, Mexiko, Kolumbien, Ecuador, Brasilien, Nicaragua, Spanien, Deutschland, Frankreich und Italien.